# Riley Reid
Riley Reid, właśc. Ashley Nicole Mathews (ur. 9 lipca 1991 w Miami Beach) – amerykańska aktorka pornograficzna.

## Wczesne lata
Urodziła się w Miami Beach na Florydzie w wielodzietnej rodzinie pochodzenia dominikańskiego, holenderskiego, niemieckiego, irlandzkiego, portorykańskiego, walijskiego, czikasawskiego i czirokeskiego. Wychowywała się na Florydzie i mieszkała w Tampie, Carol City, Miami i Fort Lauderdale. Była częścią lokalnej kościelnej grupy młodzieżowej. Uczęszczała na Florida International University, specjalizując się w psychologii, z zamiarem zostania nauczycielką. 

## Kariera
Pracowała jako striptizerka przez około dwa miesiące. Z przemysłem film dla dorosłych związała się w 2011 w wieku dziewiętnastu lat. Po raz pierwszy wystąpiła w produkcji Vivid Entertainment.
Wśród najlepszych firm pojawiła się w produkcjach dla Evil Angel, Mile High, Smash Pictures, FM Concepts, Elegant Angel, New Sensations i Jules Jordan Video. Początkowo posługiwała się pseudonimem Paige Riley. W latach 2012–2013 pracowała dla Kink.com w scenach sadomasochistycznych, takimi jak uległość, głębokie gardło, rimming, kobieca ejakulacja, fisting analny i pochwowy, pegging, fetysz stóp, gang bang, bukkake, plucie i bicie. Były to serie ElectroSluts, Public Disgrace, Sex and Submission, Foot Worship czy Fucking Machines z Jamesem Deenem, Tommym Pistolem, Xanderem Corvusem, Avą Devine, Chanel Preston, Chastity Lynn, Penny Pax i Leą Lexis.
W 2011 była nominowana do XRCO Award w kategorii „Najlepsza nowa gwiazdka” i do nagrody AVN Award dla „Najlepszej nowej gwiazdki”.
W 2013 otrzymała pierwszą nagrodę XBIZ Award w kategorii „Najlepsza nowa gwiazdka”, a w zestawieniu czasopisma „LA Weekly” znalazła się na liście jednej z „dziesięciu aktorek, które mogłyby zostać nową Jenną Jameson” (10 Porn Stars Who Could Be the Next Jenna Jameson).
W maju 2014 zajęła piąte miejsce w rankingu „Najlepsze aktorki porno na świecie” (Las Mejores Actrices Porno del Mundo), ogłoszonym przez hiszpański portal 20minutos.es.
W 2014, 2015 i 2016 roku została umieszczona na liście CNBC „Najbardziej popularnych gwiazd porno” (The Dirty Dozen: Porn’s Most Popular Stars).
29 marca 2018 w Los Angeles wzięła udział w serii Casting X Pierre’a Woodmana.

## Życie prywatne
W jednym z wywiadów wyznała, że nie utrzymuje kontaktów z większością swojej rodziny.
12 kwietnia 2021 za cenę 4,7 miliona dolarów stała się posiadaczką willi na 299 Patrician Way, w Pasadenie, Kalifornii. 
W kwietniu 2021 zaręczyła się z przyszłym mężem Pavlem Petkunsem. 
20 czerwca 2021 wyszła za mąż za Pavla „Pasha” Petkunsa, urodzonego 29 września 1992 w Daugavpils na Łotwie akrobatę i freerunnera. Są rodzicami córki Emmy Petkuns. 

## Nagrody
| Rok  | Nagroda                 | Kategoria                                           | Film                                                                     | Inni wykonawcy                 |
| ---- | ----------------------- | --------------------------------------------------- | ------------------------------------------------------------------------ | ------------------------------ |
| 2012 | Mile High Media         | Gwiazda porno października                          | –                                                                        | –                              |
| 2014 | XBIZ Award              | Najlepsza aktorka w parodii                         | Grease XXX: A Parody (2013)                                              | –                              |
| 2014 | XBIZ Award              | Najlepsza aktorka drugoplanowa                      | The Submission of Emma Marx (2013)                                       | –                              |
| 2016 | XBIZ Award              | Najlepsza aktorka drugoplanowa                      | The Submission of Emma Marx 2: Boundaries (2015)                         | –                              |
| 2016 | XBIZ Award              | Najlepsza scena seksu                               | My Sinful Life (2015)                                                    | Xander Corvus                  |
| 2017 | AVN Award               | Ulubiona wykonawczyni wg fanów                      | -                                                                        | -                              |
| 2017 | AVN Award               | Najlepsza scena seksu dziewczyna/dziewczyna         | Missing: A Lesbian Crime Story (2016)                                    | Reena Sky                      |
| 2017 | AVN Award               | Gwiazda mediów społecznościowych                    | –                                                                        | –                              |
| 2017 | XBIZ Award              | Najlepsza scena seksu - cała realizacja             | What’s Next? (2015)                                                      | Jon Jon i Toni Ribas           |
| 2017 | XBIZ Award              | Najlepsza scena seksu - wirtualna                   | On Set With Riley Reid (2016)                                            | –                              |
| 2018 | XCritic Award           | Najlepsza aktorka                                   | The Cursed XXX (2017)                                                    | –                              |
| 2018 | Fleshbot Award          | Wykonawczyni roku                                   | –                                                                        | –                              |
| 2018 | Fleshbot Award          | Najlepsza scena seksu dziewczyna/dziewczyna         | Unexpected Feelings (2017)                                               | Kendra Sunderland              |
| 2018 | Nagroda portalu Pornhub | Im więcej, tym lepiej - Wykonawczyni Top Gangbang   | –                                                                        | –                              |
| 2018 | Nagroda portalu Pornhub | Najpopularniejsza wykonawczyni                      | –                                                                        | –                              |
| 2019 | AVN Award               | Gwiazda mediów społecznościowych                    | –                                                                        | –                              |
| 2019 | Fleshbot Award          | Najlepsza osobowość mediów społecznościowych        | –                                                                        | –                              |
| 2019 | Nagroda portalu Pornhub | Najpopularniejsza wykonawczyni seksu analnego       | –                                                                        | –                              |
| 2019 | Nagroda portalu Pornhub | Najpopularniejsza wykonawczyni podwójnej penetracji | –                                                                        | –                              |
| 2019 | Nagroda portalu Pornhub | Najlepszy Twitter                                   | –                                                                        | –                              |
| 2020 | AVN Award               | Najlepsza scena seksu samych dziewczyn              | I Am Riley (2019)                                                        | Angela White i Katrina Jade    |
| 2020 | AVN Award               | Najlepsza scena seksu podwójnej penetracji          | I Am Riley (2019)                                                        | Ramón Nomar i Markus Dupree    |
| 2020 | Nagroda portalu Pornhub | Ulubiona osobowość w mediach społecznościowych      | –                                                                        | –                              |
| 2021 | XRCO Award              | Sala sławy Hall of Fame Hall XRCO                   | –                                                                        | –                              |
| 2022 | AVN Award               | Najlepsza scena seksu oralnego                      | Oral Queens Riley Reid and Skin Diamond Give Spit Filled Sloppy B (2021) | Skin Diamond i Winston Burbank |
| 2025 | AVN Award               | Sala sławy AVN Award Hall of Fame                   | –                                                                        | –                              |